# Self-Delusion
Self-Delusion és un grup de música synthpop nascut en 1996, format per en Carles Peñalver (cantant i programació), J+ (sintetitzadors i programació) i Toni Aran (veus, composició i programació). El seu so els delata com a grans seguidors de la música dels anys 80; els seus integrants són de fet fanàtics de bandes molt variades que van des de Depeche Mode fins a The Smiths, des de The Cure fins a Portishead, des d'Aviador Dro fins a Lamb o des de Fangoria fins a Covenant.
Des dels seus inicis s'han mogut per l'escena electrònica catalana, sent teloners de bandes internacionals tan importants com Wolfsheim, De/Vision, VNV Nation o Apoptygma Berzerk, entre d'altres, actuant en espais com la Sala KGB, Bikini o Sala Salamandra. L'any 2003 van participar en la primera edició del Festival Electropop Alternativo (F.E.A.), quan l'escena electroclash a Barcelona estava en plena ebullició. El seu darrer concert va ser a la convenció anual del Depeche Mode Barcelona Fan Club l'any 2018.
L'any 1998 van autoeditar un E.P. anomenat "Pride" que va ser el previ al llançament del seu primer àlbum anomenat "Happiness hurts me". Aquest enregistrament mostra l'eclecticisme de Self-Delusion creant cançons sobre diverses estructures electròniques, que els porten des del tecnopop clàssic fins al trip-hop, techno-rock o electro.
L'any 2013 van publicar un altre disc anomenat "A different end" el que és fins ara la seva darrera creació.